# Sky Tower
Sky Tower är ett TV-torn öppet för allmänheten i staden Auckland, Nya Zeeland. Tornet är 328 meter högt, från marken till tornets yttersta spets. Detta gör tornet till den högsta fristående byggnationen på södra halvklotet. Det är den 28:e största byggnaden i hela världen. Tornet färdigställdes i augusti 1997. Tornet har en roterande restaurang och man kan även Skyjump från tornet.